# Place Pierre Clerdent
La place Pierre Clerdent est une place du quartier administratif des Guillemins à Liège. La place est située au pied de la gare de Liège-Guillemins.

## Historique
Cette place dont les travaux ont débuté février 2011 est inaugurée le 14 mai 2014 dans le cadre des grands travaux du quartier des Guillemins. Elle est aménagée là où se situait l'ancienne rue Jonckeu, reliant la rue Bovy à la rue Paradis, seule l'impasse du même nom située de l'autre côté de la rue Paradis persiste. En effet, les travaux de la nouvelle gare de Liège-Guillemins débutant en 2000 signent les premières transformations importantes du quartier. Le déplacement de la gare de près de 150 mètres va entraîner de nombreuses expropriations et démolitions. La place est baptisée du nom de Pierre Clerdent en juin 2015. La ville souhaite ainsi rendre hommage au résistant et à l'artisan de l'arrivée du TGV à Liège.

## Description

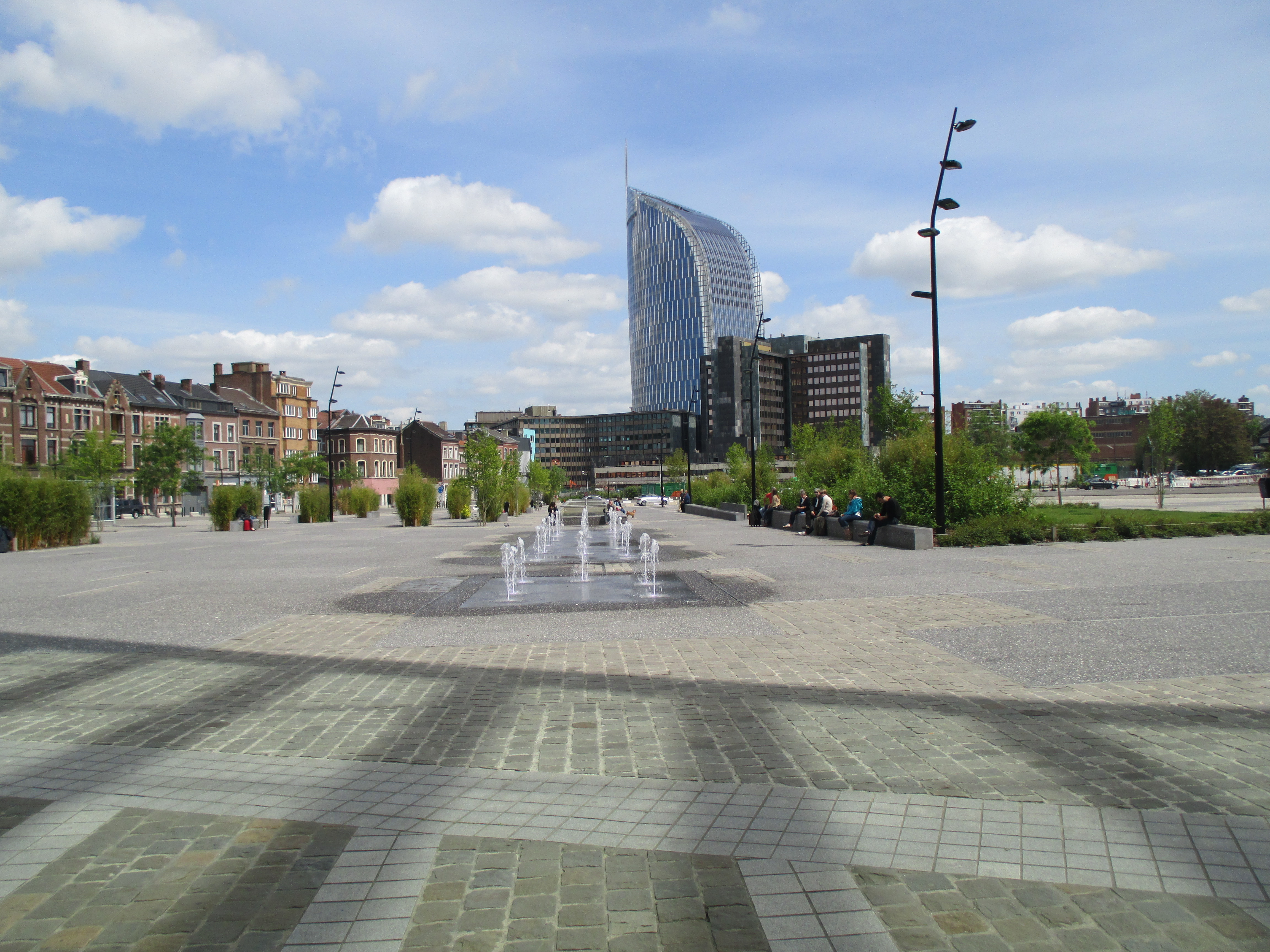
La place avec les bassins, les jets d'eau et la tour Paradis

La place triangulaire de 8 000 m2 mélange de béton et de pavés au sol s'articule autour de trois bassins de 45 à 72 m2 avec minivagues afin d'éviter le gel en hiver et de deux espaces de jets d'eau éclairés dans des tons variables. Les espaces verts totalisant 1 000 m2 se composent de 550 de bambous et de 51 arbres (magnolias et sophoras) ainsi que de deux pelouses.

## Rues adjacentes
- Place des Guillemins
- Rue Paradis
- Impasse Jonckeu
- Rue de Serbie
- Rue de Sclessin
- Rue Bovy
- Rue Varin